# Doria-kúszókenguru
A Doria-kúszókenguru (Dendrolagus dorianus) az emlősök (Mammalia) osztályába, azon belül az erszényesek (Marsupiala) közé tartozó Diprotodontia rend kengurufélék (Macropodidae) családjába tartozó faj.

## Elterjedés
Új-Guinea felföldjeinek trópusi erdőségeibe szorult vissza.

## Megjelenése
Testhossz: 144 cm ebből a farka 66 cm hosszú tehát a teljes testhossz 75-80% teszi ki. Barnás sárgás bundája a farkánál feketéssé változik. Hosszú karmú rövid lábaival jól mászik fákon miközben hosszú farkával egyensúlyoz.

## Életmódja
Mivel az ideje nagy részét fákon tölti, kissé ügyetlenül ugyan, de tud a talajon is járni. Táplálékát nagyrészt fák levelei alkotják de megeszi a gyümölcsöket is. Ahogyan a többi kúszókenguru faj ezt is a fakitermelés és a vadászat veszélyezteti.

## Szaporodása
Vemhessége általában 30 napig tart, ezután 1 utód születik.